# Ivan Karetnikov
Ivan Karetnikov   (Volgograd, 4 de març de 1942) és un nedador rus, ja retirat, especialista en braça, que va competir durant la dècada de 1960.
En el seu palmarès destaca una medalla de plata en els 200 metres braça al Campionat d'Europa de natació de 1962, una medalla d'or en les Universíades de 1963 i dos campionats nacionals soviètics dels 200 metres braça, el 1962 i 1963. Entre 1962 i 1963 va aconseguir millorar en tres ocasions el rècord europeu dels 200 metres braça.